# Gonzalo Mejía Airport
Gonzalo Mejía Airport är en flygplats i Colombia. Den ligger i den nordvästra delen av landet, 500 km nordväst om huvudstaden Bogotá. Gonzalo Mejía Airport ligger 3 meter över havet.
Terrängen runt Gonzalo Mejía Airport är platt. Havet är nära Gonzalo Mejía Airport åt sydväst. Runt Gonzalo Mejía Airport är det ganska glesbefolkat, med 28 invånare per kvadratkilometer. Närmaste större samhälle är Turbo, 2,5 km nordost om Gonzalo Mejía Airport. Omgivningarna runt Gonzalo Mejía Airport är en mosaik av jordbruksmark och naturlig växtlighet.